# Sabiner

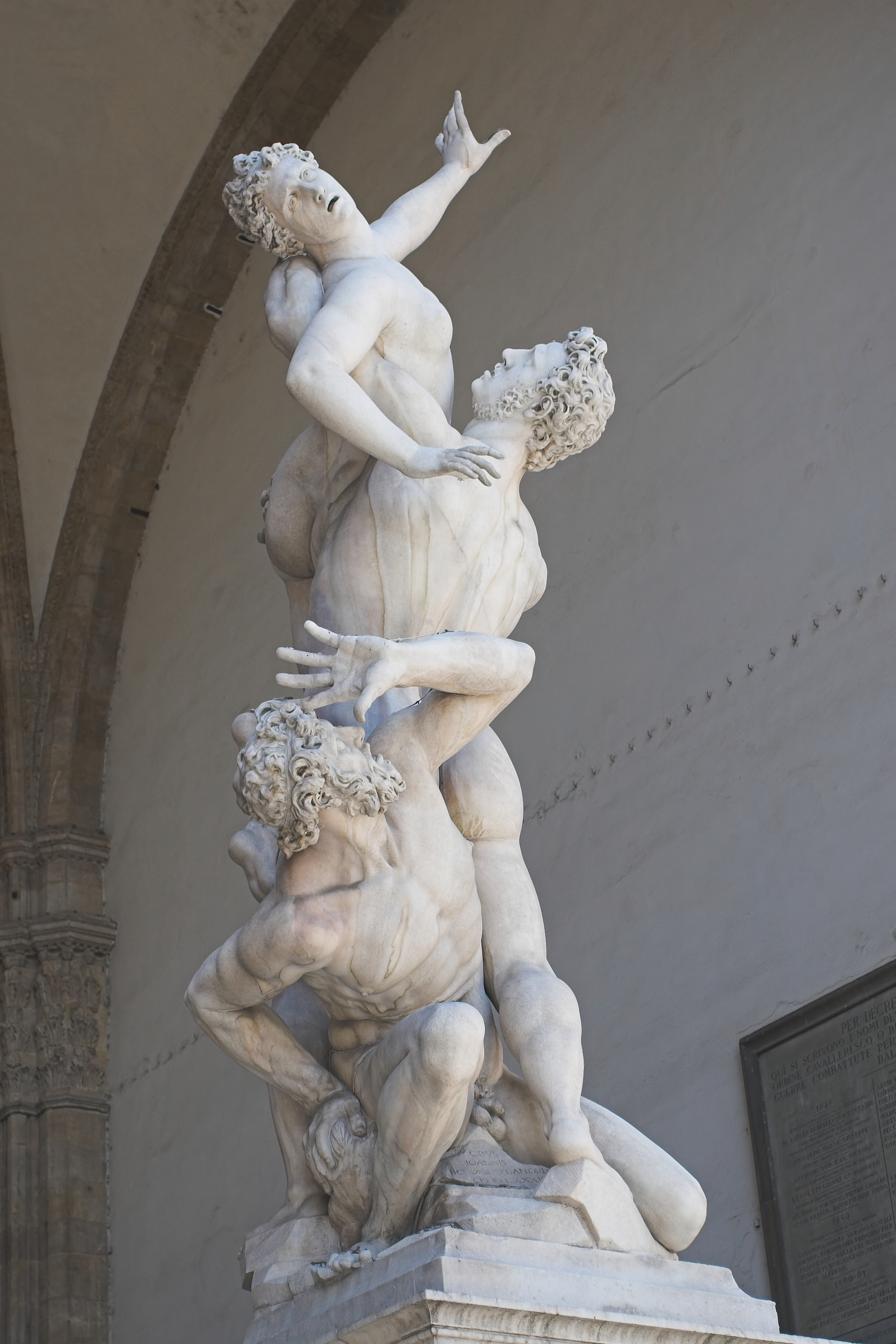
Bortrövandet av sabinskorna, utförd av Giambologna.

Sabiner var en forntida folkgrupp i Italien. Sabinernas land erövrades av romarna på 200-talet f.Kr., och sabinerna fick romerskt medborgarskap 241 f.Kr. Huvudort var staden Cures som var belägen norr om Rom.
Det nära samröret mellan romare och sabiner manifesteras i legender såsom historien om sabinskornas bortrövande och att Romulus samregent Titus Tatius och dennes efterföljare Numa Pompilius enligt traditionen skulle ha varit sabiner.